# Шампионска лига на КАФ
Шампионската лига на КАФ (на английски: CAF Champions League) е ежегодният основен клубен футболен турнир в Африка, аналог на Европейската шампионска лига, провеждан под егидата на Африканската федерация по футбол (CAF). До 1997 г. турнирът се нарича Купата на африканските шампиони.
Официалното име на турнира е Orange CAF Champions League, според спонсора на титлата – телекомуникационната компания Orange, с която CAF подписва споразумение за 8 години през 2009 г.

## Формат
В турнира могат да участват шампионските клубове на федерациите, които са членове на CAF, както и отборите, заели 2-ри места в първенствата на 12-те най-добри федерации според рейтинга на CAF (в класирането за турнира 2009, 3 федерации си поделят 12-о място, така че в турнира са допуснати 14 клуба, класирани на 2-ро място).
Турнирът се провежда по системата за плейофи до етапа на 1/8 финала, победителите от този етап отиват в груповата фаза, губещите отиват на Купата на конфедерацията. В груповата фаза 8 отбора са разделени в 2 групи по 4 отбора; първите 2 отбора от групата преминават към полуфиналите. Финалът се състои от 2 мача.

## Награди
В зависимост от напредъка в Шампионската лига, започвайки от груповата фаза, на клубовете се присъждат бонуси:
| Постижение           | Размер на наградата |
| -------------------- | ------------------- |
| Победител            | 1 500 000 щ.д.      |
| Финалист             | 1 000 000 щ.д.      |
| Полуфиналист         | 700 000 щ.д.        |
| 3-то място в група   | 500 000 щ.д.        |
| 4-то място в групата | 400 000 щ.д.        |

## Връзки
- Шампионската лига на CAF на уебсайта на CAF
- Статистика на Шампионската лига на CAF на уебсайта на RSSSF
- Резултати от мачовете онлайн на GOALZZ.com